# Таджицький сомоні
Таджицький сомоні (тадж. сомонӣ) — грошова одиниця Таджикистану. 100 дірам дорівнює одному сомоні.
Сомоні був введений в обіг 30 жовтня 2000 і замінив таджицький рубль. 1000 таджицьких рублів дорівнювалися 1 сомоні. Обмін здійснювався до 1 квітня 2001.

## Монети

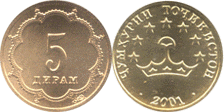

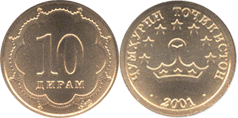

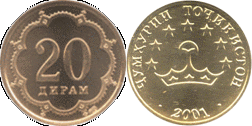

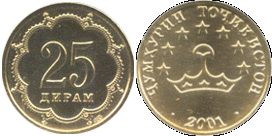

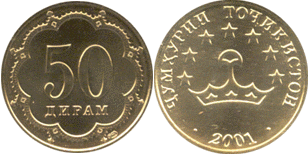

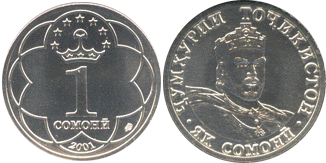

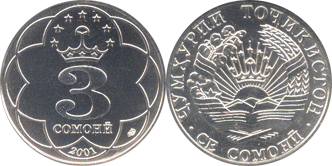

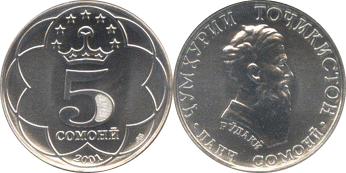

## Банкноти
|  |  | 1 дірам    | 100×60 | коричневий | Будівля Таджицького оперного театру           | Гірський пейзаж         | 1999 |
|  |  | 5 дірамів  | 100×60 | синій      | Палац культури «Арбоб»                        | Мавзолей у Чилучорчашмі | 1999 |
|  |  | 20 дірамів | 100×60 | зелений    | Зал засідань Національного банку Таджикистану | гірська дорога          | 1999 |
|  |  | 50 дірамів | 100×60 | фіолетовий | Засновник держави Саманидів Ісмаїл Самані     | Гірська долина          | 1999 |

|                                              |  | 1 сомоні   | 141×65 | зелений                     | Портрет поета та громадського діяча Мірзо Турсун-заде | Будівля Національного банку Таджикистану  | 1999      |
|                                              |  | 3 сомоні   | 141×65 | пурпурний                   | Портрет партійного діяча Ширіншо Шотемора             | Будівля Парламенту Таджикистану           | 2013      |
|                                              |  | 5 сомоні   | 144×65 | синій                       | Портрет Садріддіна Айні                               | Мавзолей Рудакі у Педжикентській нохії    | 1999      |
|                                              |  | 10 сомоні  | 147×65 | помаранчевий пурпурний      | Портрет Мір Саїд Алі Хамадані                         | Мавзолей Мір Саїда Ал Хамадоні в м. Куляб | 1999 2017 |
|                                              |  | 20 сомоні  | 150×65 | коричневий блакитний        | Портрет Авіценни                                      | Гісарська фортеця                         | 1999 2017 |
|                                              |  | 50 сомоні  | 153×65 | синій жовтий                | Портрет Бободжана Гафурова                            | чайхана «Сіно» в Ісфаринському районі     | 1999 2017 |
|                                              |  | 100 сомоні | 156×65 | коричневий блакитний        | Портрет Ісмаїла Самані                                | Президентський палац                      | 1999 2017 |
|                                              |  | 200 сомоні | 159×68 | коричневий жовтий блакитний | Портрет Максума Нусратулло                            | Будівля Національної бібліотеки           | 2010      |
|                                              |  | 500 сомоні | 162×71 | синій жовтий                | Портрет Рудакі                                        | Палац нації                               | 2010      |
| Масштаб зображень — 1,0 пікселя на міліметр. |  |            |        |                             |                                                       |                                           |           |